# Modisimus ixobel
Modisimus ixobel är en spindelart som beskrevs av Huber 1998. Modisimus ixobel ingår i släktet Modisimus och familjen dallerspindlar.
Artens utbredningsområde är Guatemala. Inga underarter finns listade i Catalogue of Life.